# Radio Vazo Gasy Madagascar
 (août 2008).
Si vous disposez d'ouvrages ou d'articles de référence ou si vous connaissez des sites web de qualité traitant du thème abordé ici, merci de compléter l'article en donnant les références utiles à sa vérifiabilité et en les liant à la section « Notes et références ».
Madagascar - Radio Vazo Gasy est une radio qui diffuse de la musique malgache (Hira Gasy). On peut traduire son nom par « radio de chants malgaches ». Elle utilise internet pour sa diffusion Webradio et peut donc être écoutée partout dans le monde.

## Historique
- 2002 : Débuts des premiers tests pour une diffusion de la musique sur Internet. Le matériel est très sommaire: le PC familial et une connexion ADSL de 128 kilooctets. La radio diffuse en 18 K[Quoi ?] monoaural et peut être écoutée par 6 à 8 auditeurs simultanément.
- 2003 : Mise en place d’une page web pour le site de la radio sur serasera.org. Utilisation des programmes gratuits comme Winamp et le plug-in song requester. Les auditeurs ont la possibilité de choisir les titres qu'ils souhaitent écouter. Face à l'affluence, la radio a du mal à répondre à la demande de ses auditeurs, elle tente de multiplier les relais SHOUTcast et teste le service streaming via PeerCast.
- 2004 : Le site de la radio évolue et s’enrichit, on y trouve des informations sur les soirées, des communiqués de presse, des interviews. On passe à un logiciel de diffusion professionnel qui est installé en local sur le PC familial.
- 2005 : La radio signe un accord avec l’OMDA (Office malgache du droit d’auteur). Elle est la première webradio malgache enregistrée à Madagascar. Le nombre d’auditeurs augmente et on met en place un serveur dédié pour la diffusion.
- 2006 : La radio commence à trouver des clients pour les pubs comme Western Union.
- 2007 : La radio adopte le statut d’une société EURL, elle investit dans un deuxième serveur dédié. Financièrement elle est autosuffisante. Un article est paru dans le Magazine Télérama[1] (11 avril 2007).